# The Hardest Button to Button
The Hardest Button to Button è una canzone del 2003 dei The White Stripes, nona traccia dell'album Elephant.

## Video
Il video musicale di The Hardest Button to Button il terzo video dei White Stripes diretto da Michel Gondry, dopo Fell in Love with a Girl e Dead Leaves and the Dirty Ground.
Il video utilizza la Pixilation per moltiplicare drum-kit e amplificatori a tempo di musica.

## Curiosità
La canzone e il video sono usati nel 2º episodio della 18ª stagione de I Simpson intitolato Simpson Session (Jazzy and the Pussycats), con i The White Stripes guest star come loro stessi. Bart Simpson inizia a suonare la canzone, imitando il video, fino a quando si scontra con la batteria di Meg. Meg e Jack inseguono Bart finché non cadono in un ponte rotto alla fine del riff.
La canzone è inserita nella playlist di Rock Band 3.